# Lysimaque commune
Lysimachia vulgaris
Espèce
Classification APG III (2009)
Statut de conservation UICN

 LC  : Préoccupation mineure
La Lysimaque commune (Lysimachia vulgaris) encore appelée Grande lysimaque est une espèce de plantes à fleurs de la famille des Primulacées selon la classification classique et la classification phylogénétique APG III (2009).

## Description
Cette plante herbacée vivace, au port érigé, mesure environ 1 m de hauteur. Les feuilles sont opposées ou verticillées par 3 ou 4. L'inflorescence est un racème de racèmes. Les fleurs sont jaunes, ont un diamètre de 15 à 20 mm et apparaissent de juillet à septembre. Le fruit est une capsule contenant des graines capables d'être disséminées par l'eau

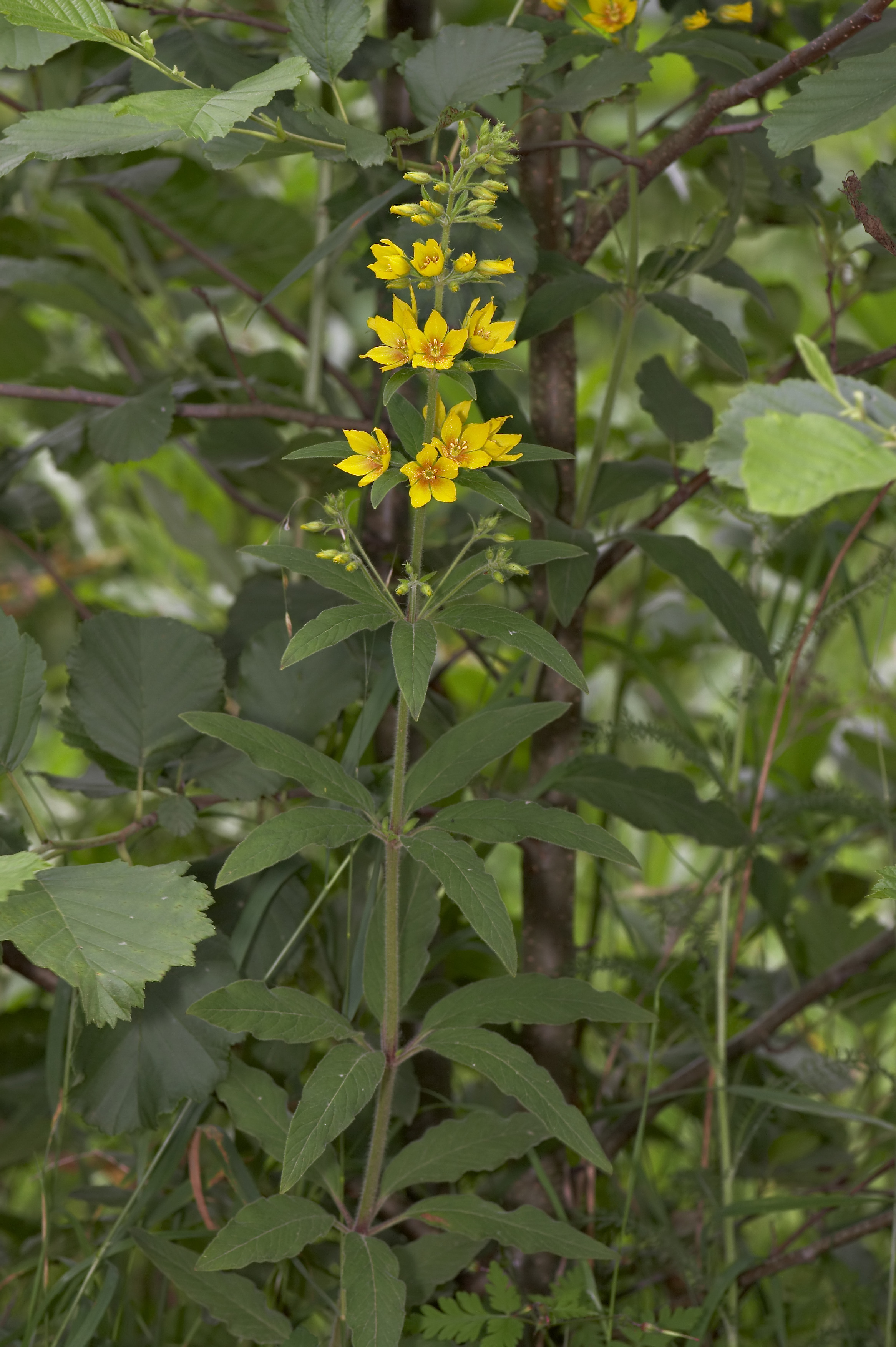
Habitus.
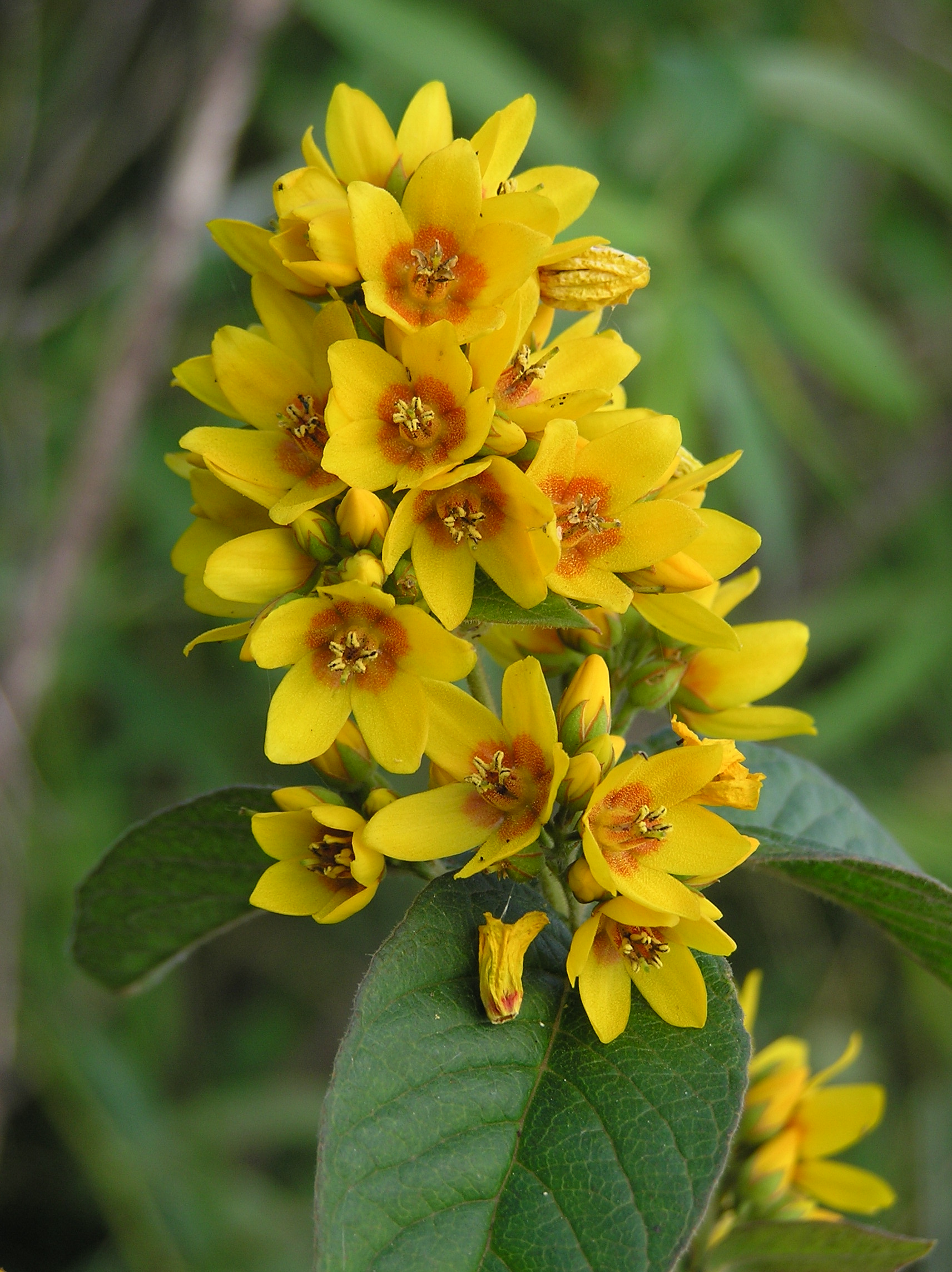
Fleur dans la région de Saratov.
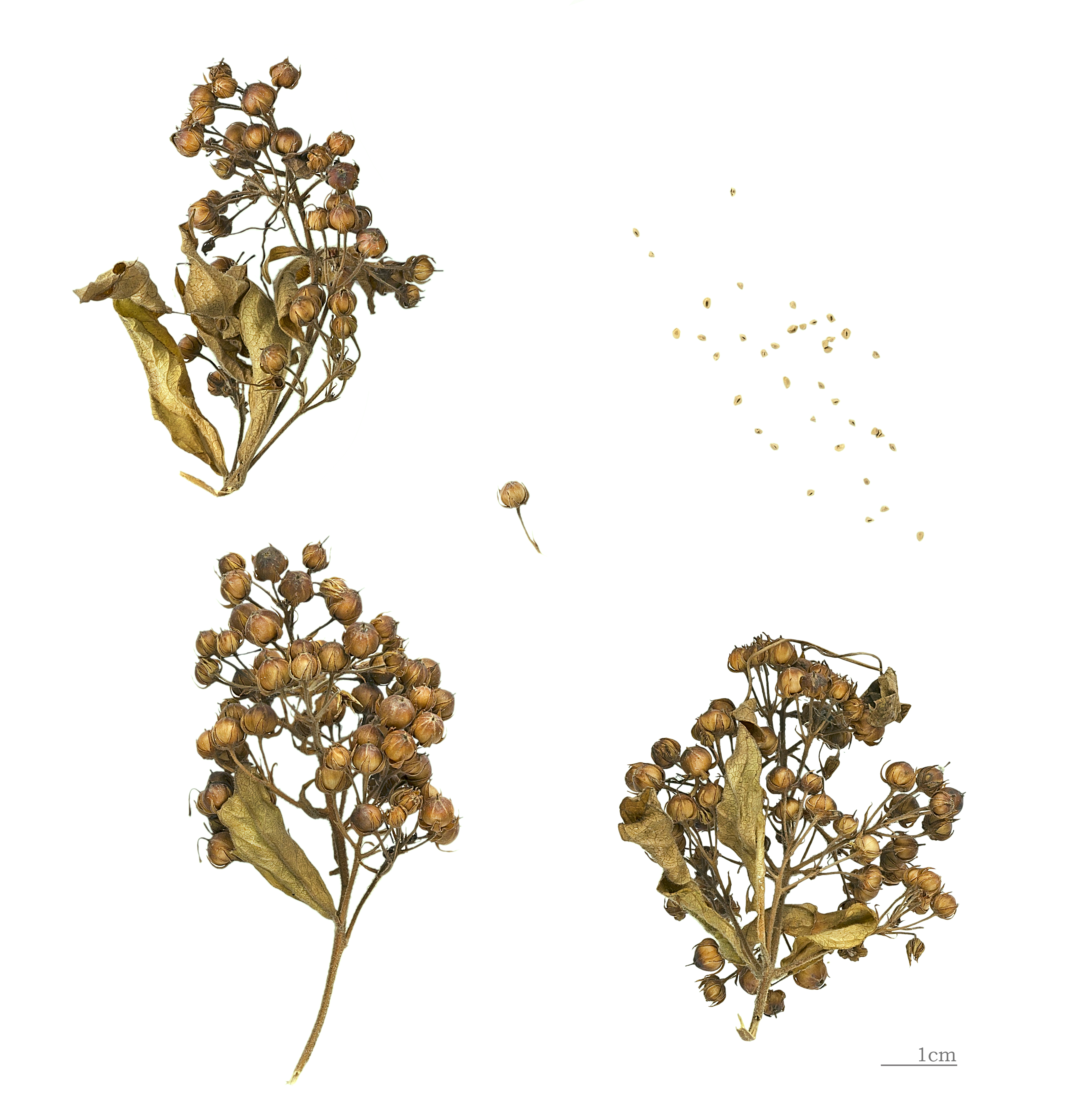
Capsules et graines au Muséum de Toulouse

## Habitat et répartition
Native d'Europe méridionale, cette espèce se trouve aujourd'hui sur tout le continent et même au-delà. Elle pousse dans les prairies humides et sur les berges des rivières, notamment dans les mégaphorbiaies, les roselières et grandes cariçaies eurasiatiques.